# 吉川由里
吉川 由里（よしかわ ゆり、1971年8月6日 - ）は、大阪府出身の日本のスノーボード選手。大阪府立渋谷高等学校卒。

## 人物
- 1998年にイタリアで開催されたFIS公認のワールドカップサンカンディド大会で日本人初の優勝。その後長野オリンピック日本代表となり、女子ハーフパイプの結果は20位で予選敗退。2002年ソルトレークシティオリンピックに出場し、結果は20位で予選敗退に終った。
- 2006年にテレビ東京でトリノオリンピックの解説者となった。
- 2004年1月に結婚[1]し、現在は夫と娘の3人家族である。